# قائمة المحطات الناقلة للدوري الأوروبي
هذه المقالة تعرض كافة القنوات الباثة لبطولة الدوري الأوروبي مع كل قناة حقوق بث لثلاثة مواسم. والفترة الحالية من 2015–2018.

## قنوات البث الحالية

### مواسم 2015–2018
^1 – حقوق المقاطع الرقمية فقط.
^2 – يسلط الضوء على البرامج فقط.